# Crainquebille
Crainquebille è un film muto del 1922, diretto da Jacques Feyder
Protagonista della storia, tratta da un racconto di Anatole France, è Maurice de Féraudy nei panni di Crainquebille, un povero venditore ambulante parigino. A rubare letteralmente la scena è però il piccolo Jean Forest, "scoperto" sulle strada di Montmartre dal regista Jacques Feyder e alla sua prima interpretazione.  In un ribaltamento della tradizionale narrativa sugli orfani, è qui il piccolo orfano "La Souris" a salvare la vita al vecchio venditore ambulante, il quale, disperato per la perdita del lavoro, vorrebbe suicidarsi. Il film fu un successo mondiale, elogiato per lo stile essenziale di recitazione e l'ambientazione realistica (nel quartiere parigino di Les Halles).
Per Jean Forest fu l'inizio di una importante carriera come attore bambino, come protagonista in due altri film diretti da Feyder: Visages d'enfants (1925) e Gribiche (1926).

## Trama
Jérôme Crainquebille è un povero venditore ambulante di verdure a Parigi. Accusato di aver insultato un poliziotto, si ritrova vittima degli ingranaggi di un sistema giudiziario kafkiano. Quando finalmente è uscito di prigione, i suoi clienti borghesi lo evitano. Sul punto di suicidarsi per la disperazione è salvato da uno piccolo strillone orfano, La Souris, ancora più povero di lui.

## Produzione
Il film fu prodotto in Francia da Films A. Legrand.

## Distribuzione
Distribuito da Films A. Legrand, il film uscì nelle sale cinematografiche francesi il 15 novembre 1922 e quindi il 2 settembre 1923 negli Stati Uniti con il titolo Coster Bill of Paris, grazie a Red Seal Pictures.

## Stato di preservazione
Nel 2005, una copia restaurata fu prodotta da Lobster Films a Parigi in associazione con Lenny Borger, e fu distribuita in DVD da Home Vision Entertainment nel 2006.